# My Baby
«My Baby» — пісня рок-гурту, The Pretenders, що вийшла 1987 року, з альбому Get Close, пісня досягнула, скромного успіху, на Billboard Hot, 100, 64-того місця. Пізніше пісня досягає більшого успіху, у чарті, Mainstream Rock Chart, витримавши, два тижні, досягнула 1-го місця. У пісні описується про дитячі роки доньки Кріссі Хайнд.